# Dubany (Libochovice)
Dubany jsou vesnice, část města Libochovice v okrese Litoměřice. Nachází se asi 2,5 kilometru jihozápadně od Libochovic. Prochází tudy silnice II/246. Dubany je také název katastrálního území o rozloze 3,01 km².

## Historie

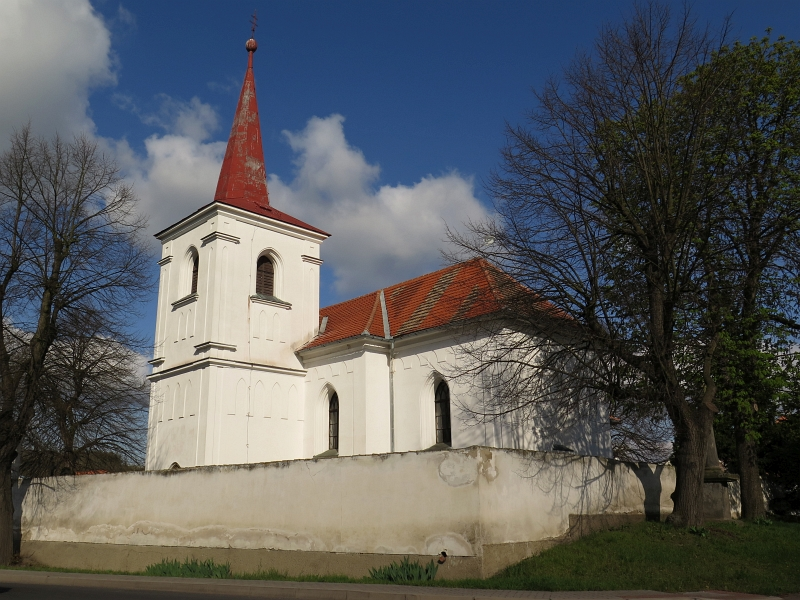
Kostel svatého Petra a Pavla

První písemná zmínka o vesnici pochází z roku 1251 a nachází se v přídomku Čáslava z Duban. V roce 1358 byla vesnice rozdělena na dva statky, z nichž jeden patřil Zdeslavovi a o druhý se dělili bratři Jan a Karel. O tři roky později Jan věnoval část Duban manželce Markétě. Mezitím Karel získal Lukohořany, ale roku 1364 je společně s Janovým synem Alešem Beránkem prodal. Sám Aleš v roce 1373 prodal svou část Vojniček Markétě a roku 1376 jí přenechal další vesnice. Někdy v té době druhý statek patřil Jindřichovi a třetí díl vesnice měli bratři Petr a Jiří. Všichni se roku 1378 dělili o podací právo ke kostelu svatého Petra a Pavla. Jindřich svůj díl roku 1380 prodal Alešovi a v přibližně stejné době Petr s Jiřím svou část prodali pánům z Hazmburka, kteří od té doby měli polovinu dubanského podacího práva.
Aleš v roce 1394 daroval dubanskému faráři domek vedle fary, v němž měl být ubytován vikář. O dva roky později byl prvně zmíněn Dmitr, který byl nejspíše synem Alešova bratra. Ačkoliv prodal nějakou část Duban, nadále ve vsi sídlil. Roku 1396 převzal Alešův statek, i když Aleš žil ještě v roce 1400. Roku 1399 Dmitr prodal neznámo komu dubanský dvůr. Zemřel v roce 1406 a jeho statek připadl jako odúmrť panovníkovi. Je možné, že kupcem dvora byl v roce 1399 Oldřich z Hazmburka, protože roku 1407 vedl spory s lidmi, kteří od panovníka dostali dubanskou odúmrť. Majitelem zbývající části vsi, která nepatřila k Hazmburku, byl Jindřich, snad Alešův syn. Roku 1418 prodal úrok ve výši osmi kop grošů z dubanské tvrze a dvora Vilému Zajíci z Hazmburka.
Podle libochovických majetkových knih z roku 1573 Jindřich v letech 1433–1463 spravoval statek Zajíců z Hazmburka. Po Jindřichovi následoval jeho syn Oldřich, který po otcově smrti zdědil Dubany. Musel však vyplatit nároky svých bratrů. Zemřel v roce 1483. Podle Rudolfa Anděla se Dubany v témže roce staly součástí libochovického panství, ale August Sedláček uvedl, že Jindřichovi synové Vilém a Karel vesnici vlastnili ještě roku 1503 a ta byla krátce poté prodána k Hazmburku. Poslední zmínka o tvrzi pochází z roku 1553.

## Obyvatelstvo
|           | 1869 | 1880 | 1890 | 1900 | 1910 | 1921 | 1930 | 1950 | 1961 | 1970 | 1980 | 1991 | 2001 | 2011 |
| --------- | ---- | ---- | ---- | ---- | ---- | ---- | ---- | ---- | ---- | ---- | ---- | ---- | ---- | ---- |
| Obyvatelé | 292  | 311  | 303  | 329  | 348  | 341  | 364  | 286  | 268  | 213  | 202  | 165  | 167  | 194  |
| Domy      | 57   | 60   | 64   | 68   | 70   | 75   | 85   | 90   | 85   | 77   | 65   | 91   | 96   | 100  |

## Pamětihodnosti
- Kostel svatého Petra a Pavla